# Arremon phaeopleurus
El cerquero de Sclater o corbatico avileño (Arremon phaeopleurus) es una especie de ave paseriforme de la familia Passerellidae endémica de la Cordillera de la Costa occidental de Venezuela, donde se encuentra en el sotobosque de los bosques húmedos entre los 300 y 1200 m s. n. m., en especial cerca del borde del bosque.

## Taxonomía
Anteriormente se consideraba una subespecie del cerquero cabecilistado (A. torquatus), pero desde 2010 se consideran especies separadas, por sus diferencias en la genética, los cantos y el plumaje.